# Список птахів Бонайре
Це перелік видів птахів, зафіксованих на території Бонайре. Авіфауна Бонайре налічує загалом 208 видів, з яких 4 були інтродуковані людьми. 62 види є рідкісними або випадковими. 2 види не були зафіксовані, однак, імовірно, присутні на території Бонайре.

## Позначки
Наступні теги використані для виділення деяких категорій птахів.
- (V) Випадковий — вид, який рідко або випадково трапляється на Бонайре
- (I) Інтродукований — вид, завезений на Бонайре як наслідок, прямих чи непрямих дій людських дій
- (H) Гіпотетичний — не зафіксований вид, який, однак, імовірно, присутній на території Бонайре

## Гусеподібні(Anseriformes)
Родина: Качкові (Anatidae)
- Свистач рудий, Dendrocygna bicolor (V)
- Свистач червонодзьобий, Dendrocygna autumnalis (V)
- Качка американська, Sarkidiornis sylvicola (V)
- Широконіска північна, Spatula clypeata
- Чирянка блакитнокрила, Spatula discors
- Свищ американський, Mareca americana
- Шилохвіст білощокий, Anas bahamensis
- Шилохвіст північний, Anas acuta (V)
- Чернь канадська, Aythya collaris (V)
- Чернь американська, Aythya affinis
- Савка маскова, Nomonyx dominicus (V)

## Фламінгоподібні(Phoenicopteriformes)
Родина: Фламінгові (Phoenicopteridae)
- Фламінго червоний, Phoenicopterus ruber

## Пірникозоподібні(Podicipediformes)
Родина: Пірникозові (Podicipedidae)
- Пірникоза домініканська, Tachybaptus dominicus
- Пірникоза рябодзьоба, Podilymbus podiceps

## Голубоподібні(Columbiformes)
Родина: Голубові (Columbidae)
- Голуб сизий, Columba livia (I)
- Голуб пурпуровошиїй, Patagioenas squamosa (знищений)
- Голуб білокрилий, Patagioenas corensis
- Горличка білолоба, Leptotila verreauxi
- Zenaida auriculata(інші мови)
- Талпакоті строкатоголовий, Columbina passerina
- Талпакоті коричневий, Columbina talpacoti (V)

## Зозулеподібні(Cuculiformes)
Родина: Зозулеві (Cuculidae)
- Ані малий, Crotophaga sulcirostris
- Кукліло північний, Coccyzus americanus
- Кукліло мангровий, Coccyzus minor
- Кукліло рудий, Coccyzus lansbergi (V)

## Дрімлюгоподібні(Caprimulgiformes)
Родина: Дрімлюгові (Caprimulgidae)
- Анаперо малий, Chordeiles acutipennis (V)
- Анаперо віргінський, Chordeiles minor
- Дрімлюга білохвостий, Hydropsalis cayennensis
- Дрімлюга каролінський, Antrostomus carolinensis (V)

## Серпокрильцеподібні(Apodiformes)
Родина: Серпокрильцеві (Apodidae)
- Голкохвіст східний, Chaetura pelagica (V)

Родина: Колібрієві (Trochilidae)
- Колібрі-рубін, Chrysolampis mosquitus
- Колібрі-смарагд синьохвостий, Chlorostilbon mellisugus

## Журавлеподібні(Gruiformes)
Родина: Пастушкові (Rallidae)
- Султанка американська, Porphyrio martinica
- Погонич каролінський, Porzana carolina
- Курочка латиноамериканська, Gallinula galeata
- Лиска американська, Fulica americana

Родина: Лапчастоногові (Heliornithidae)
- Лапчастоніг неотропічний, Heliornis fulica (H)

## Сивкоподібні(Charadriiformes)
Родина: Сивкові (Charadriidae)
- Сивка американська, Pluvialis dominica
- Сивка морська, Pluvialis squatarola
- Чайка чилійська, Vanellus chilensis (V)
- Пісочник крикливий, Charadrius vociferus
- Пісочник канадський, Charadrius semipalmatus
- Пісочник жовтоногий, Charadrius melodus (V)
- Пісочник довгодзьобий, Charadrius wilsonia
- Пісочник пампасовий, Charadrius collaris
- Пісочник американський, Charadrius nivosus

Родина: Куликосорокові (Haematopodidae)
- Кулик-сорока американський, Haematopus palliatus

Родина: Чоботарові (Recurvirostridae)
- Himantopus mexicanus
- Чоботар американський, Recurvirostra americana (V)

Родина: Баранцеві (Scolopacidae)
- Бартрамія, Bartramia longicauda (V)
- Кульон гудзонський, Numenius hudsonicus
- Грицик канадський, Limosa haemastica
- Крем'яшник звичайний, Arenaria interpres
- Побережник ісландський, Calidris canutus
- Побережник довгоногий, Calidris himantopus
- Побережник білий, Calidris alba
- Побережник чорногрудий, Calidris alpina
- Побережник канадський, Calidris bairdii
- Побережник-крихітка, Calidris minutilla
- Побережник білогрудий, Calidris fuscicollis
- Жовтоволик, Calidris subruficollis (V)
- Побережник арктичний, Calidris melanotos
- Побережник тундровий, Calidris pusilla
- Побережник аляскинський, Calidris mauri
- Неголь короткодзьобий, Limnodromus griseus
- Неголь довгодзьобий, Limnodromus scolopaceus
- Gallinago delicata
- Плавунець довгодзьобий, Phalaropus tricolor
- Плавунець круглодзьобий, Phalaropus lobatus (V)
- Плавунець плоскодзьобий, Phalaropus fulicarius (V)
- Набережник плямистий, Actitis macularius
- Коловодник малий, Tringa solitaria
- Коловодник строкатий, Tringa melanoleuca
- Коловодник американський, Tringa semipalmata
- Коловодник жовтоногий, Tringa flavipes

Родина: Яканові (Jacanidae)
- Якана червонолоба, Jacana jacana (V)

Родина: Поморникові (Stercorariidae)
- Поморник короткохвостий, Stercorarius parasiticus (V)

Родина: Мартинові (Laridae)
- Мартин звичайний, Chroicocephalus ridibundus (V)
- Leucophaeus atricilla
- Мартин делаверський, Larus delawarensis (V)
- Мартин американський, Larus smithsonianus (V)
- Крячок бурий, Anous stolidus
- Крячок атоловий, Anous minutus
- Крячок строкатий, Onychoprion fuscatus
- Крячок бурокрилий, Onychoprion anaethetus
- Крячок карибський, Sternula antillarum
- Крячок чорнодзьобий, Gelochelidon nilotica
- Крячок каспійський, Hydroprogne caspia (V)
- Крячок чорний, Chlidonias niger (V)
- Крячок річковий, Sterna hirundo
- Крячок рожевий, Sterna dougallii
- Крячок рябодзьобий, Thalasseus sandvicensis
- Крячок королівський, Thalasseus maximus
- Водоріз американський, Rynchops niger (V)

## Фаетоноподібні(Phaethontiformes)
Родина: Фаетонові (Phaethontidae)
- Фаетон червонодзьобий, Phaethon aethereus
- Фаетон білохвостий, Phaethon lepturus (V)

## Буревісникоподібні(Procellariiformes)
Родина: Океанникові (Oceanitidae)
- Океанник Вільсона, Oceanites oceanicus (V)
- Качурка північна, Oceanites leucorhoa (V)

Родина: Буревісникові (Procellariidae)
- Тайфунник кубинський, Pterodroma hasitata
- Буревісник великий, Ardenna gravis (V)
- Буревісник малий, Puffinus puffinus (H)
- Буревісник екваторіальний, Puffinus lherminieri

## Сулоподібні(Suliformes)
Родина: Фрегатові (Fregatidae)
- Фрегат карибський, Fregata magnificens

Родина: Сулові (Sulidae)
- Сула жовтодзьоба, Sula dactylatra
- Сула червононога, Sula sula
- Сула білочерева, Sula leucogaster

Родина: Бакланові (Phalacrocoracidae)
- Баклан бразильський, Phalacrocorax brasilianus

## Пеліканоподібні(Pelecaniformes)
Родина: Пеліканові (Pelecanidae)
- Пелікан бурий, Pelecanus occidentalis

Родина: Чаплеві (Ardeidae)
- Квак широкодзьобий, Cochlearius cochlearius (V)
- Квак звичайний, Nycticorax nycticorax
- Квак чорногорлий, Nyctanassa violacea
- Чапля зелена, Butorides virescens
- Чапля мангрова, Butorides striata
- Чапля єгипетська, Bubulcus ibis
- Чапля північна, Ardea herodias
- Чепура велика, Ardea alba
- Чапля-свистун, Syrigma sibilatrix (V)
- Чепура трибарвна, Egretta tricolor
- Чепура рудошия, Egretta rufescens
- Чепура американська, Egretta thula
- Чепура блакитна, Egretta caerulea

Родина: Ібісові (Threskiornithidae)
- Коровайка бура, Plegadis falcinellus (V)
- Косар рожевий, Platalea ajaja (V)

## Яструбоподібні(Cathartiformes)
Родина: Скопові (Pandionidae)
- Скопа, Pandion haliaetus

Родина: Яструбові (Accipitridae)
- Elanoides forficatus(інші мови) (V)
- Circus buffoni(інші мови) (H)
- Канюк білохвостий, Geranoaetus albicaudatus

## Совоподібні(Strigiformes)
Родина: Сипухові (Tytonidae)
- Сипуха крапчаста, Tyto alba

Родина: Совові (Strigidae)
- Сич американський, Athene cunicularia (V)

## Сиворакшоподібні(Coraciiformes)
Родина: Рибалочкові (Alcedinidae)
- Рибалочка-чубань північний, Megaceryle alcyon

## Соколоподібні(Falconiformes)
Родина: Соколові (Falconidae)
- Каракара аргентинська, Caracara plancus
- Хімахіма, Milvago chimachima (V)
- Боривітер американський, Falco sparverius
- Підсоколик малий, Falco columbarius
- Сапсан, Falco peregrinus

## Папугоподібні(Psittaciformes)
Родина: Папугові (Psittacidae)
- Амазон жовтоплечий, Amazona barbadensis
- Аратинга рудоволий, Eupsittula pertinax

## Горобцеподібні(Passeriformes)
Родина: Тиранові (Tyrannidae)
- Еленія карибська, Elaenia martinica
- Еленія мала, Elaenia chiriquensis (V)
- Тиран смугастий, Myiodynastes maculatus (V)
- Тиран тропічний, Tyrannus melancholicus
- Тиран вилохвостий, Tyrannus savana
- Тиран королівський, Tyrannus tyrannus (V)
- Тиран сірий, Tyrannus dominicensis
- Копетон блідий, Myiarchus tyrannulus
- Тиранчик-короткодзьоб північний, Sublegatus arenarum
- Піві північний, Contopus cooperi (V)
- Піві лісовий, Contopus virens (V)

Родина: Віреонові (Vireonidae)
- Віреон червоноокий, Vireo olivaceus
- Віреон чорновусий, Vireo altiloquus

Родина: Ластівкові (Hirundinidae)
- Ластівка пампасова, Stelgidopteryx ruficollis (V)
- Щурик пурпуровий, Progne subis (V)
- Щурик антильський, Progne dominicensis
- Ластівка берегова, Riparia riparia
- Ластівка сільська, Hirundo rustica
- Ясківка білолоба, Petrochelidon pyrrhonota

Родина: Дроздові (Turdidae)
- Дрізд-короткодзьоб бурий, Catharus fuscescens
- Дрізд-короткодзьоб малий, Catharus minimus
- Дрізд-короткодзьоб Свенсона, Catharus ustulatus

Родина: Мухоловкові (Muscicapidae)
- Кам'янка звичайна, Oenanthe oenanthe (H)

Родина: Пересмішникові (Mimidae)
- Пересмішник сивий, Mimus gilvus
- Пересмішник жовтодзьобий, Margarops fuscatus

Родина: Шпакові (Sturnidae)
- Шпак звичайний, Sturnus vulgaris (I) (V)

Родина: Горобцеві (Passeridae)
- Горобець хатній, Passer domesticus (I)

Родина: Passerellidae
- Багновець прерієвий, Ammodramus savannarum

Родина: Трупіалові (Icteridae)
- Гоглу, Dolichonyx oryzivorus
- Шпаркос східний, Sturnella magna (V)
- Трупіал венесуельський, Icterus icterus (I)
- Трупіал балтиморський, Icterus galbula
- Трупіал цитриновий, Icterus nigrogularis
- Вашер синій, Molothrus bonariensis (V)
- Гракл карибський, Quiscalus lugubris
- Каруг жовтоголовий, Chrysomus icterocephalus (V)

Родина: Піснярові (Parulidae)
- Смугастоволець оливковий, Seiurus aurocapilla
- Пісняр-борсучок, Helmitheros vermivorum (V)
- Смугастоволець річковий, Parkesia noveboracensis
- Смугастоволець білобровий, Parkesia motacilla
- Червоїд золотокрилий (Vermivora chrysoptera) (V)
- Пісняр строкатий, Mniotilta varia
- Пісняр жовтий, Protonotaria citrea
- Червоїд світлобровий, Oreothlypis peregrina
- Цитринка сіровола, Oporornis agilis
- Цитринка жовтогорла, Geothlypis formosa
- Жовтогорлик північний, Geothlypis trichas (V)
- Болотянка чорногорла, Setophaga citrina
- Пісняр горихвістковий, Setophaga ruticilla
- Пісняр-лісовик рудощокий, Setophaga tigrina (V)
- Пісняр-лісовик блакитний, Setophaga cerulea (V)
- Пісняр північний, Setophaga americana
- Пісняр-лісовик канадський, Setophaga magnolia
- Пісняр-лісовик каштановий, Setophaga castanea (V)
- Пісняр-лісовик рудоволий, Setophaga fusca
- Пісняр-лісовик золотистий, Setophaga petechia
- Пісняр-лісовик рудобокий, Setophaga pensylvanica
- Пісняр-лісовик білощокий, Setophaga striata
- Пісняр-лісовик сизий, Setophaga caerulescens
- Пісняр-лісовик рудоголовий, Setophaga palmarum (V)
- Пісняр-лісовик жовтогузий, Setophaga coronata
- Пісняр-лісовик чорногорлий, Setophaga virens
- Болотянка строкатовола, Cardellina canadensis (A)

Родина: Кардиналові (Cardinalidae)
- Піранга пломениста, Piranga rubra (V)
- Піранга кармінова, Piranga olivacea
- Піранга жовтогуза, Piranga ludoviciana (V)
- Кардинал-довбоніс червоноволий, Pheucticus ludovicianus
- Скригнатка синя, Passerina caerulea (V)
- Скригнатка індигова, Passerina cyanea

Родина: Саякові (Thraupidae)
- Посвірж золотоголовий, Sicalis flaveola (I)
- Якарина, Volatinia jacarina (V)
- Танагра-медоїд бірюзова, Cyanerpes cyaneus (V)
- Терзина, Tersina viridis (V)
- Цереба, Coereba flaveola
- Потрост чорноволий, Melanospiza bicolor